# Arcidiocesi di Nagasaki

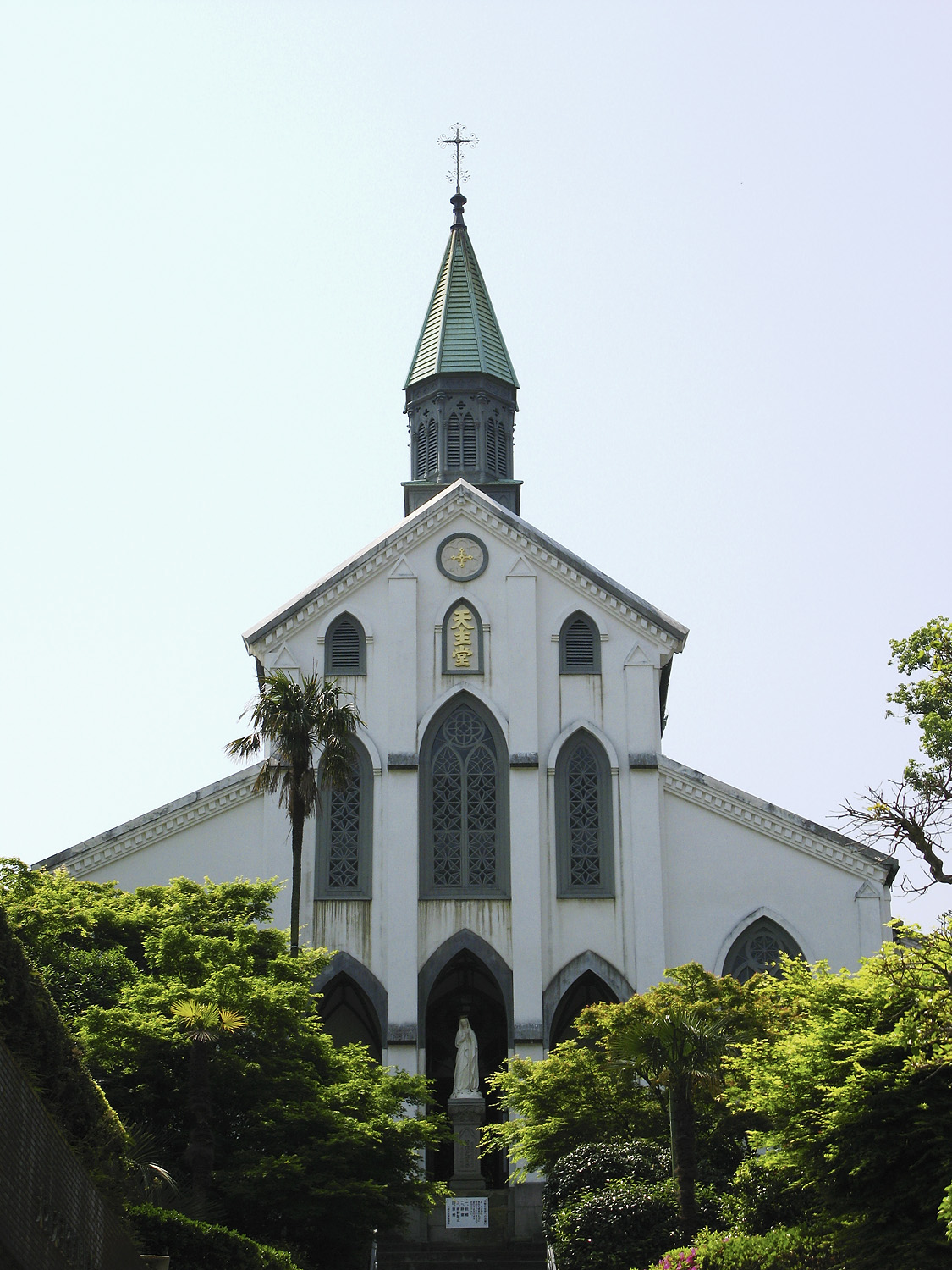
La basilica dei Ventisei Santi Martiri del Giappone a Nagasaki.

L'arcidiocesi di Nagasaki (in latino: Archidioecesis Nagasakiensis) è una sede metropolitana della Chiesa cattolica in Giappone. Nel 2021 contava 59.161 battezzati su 1.308.277 abitanti. È retta dall'arcivescovo Peter Michiaki Nakamura.

## Territorio
L'arcidiocesi comprende la prefettura di Nagasaki.
Sede arcivescovile è la città di Nagasaki, dove si trova la cattedrale di Santa Maria. Nella stessa città sorge anche la basilica dei Ventisei Santi Martiri del Giappone che funge da concattedrale dell'arcidiocesi.
Il territorio è suddiviso in 72 parrocchie.

### Provincia ecclesiastica
La provincia ecclesiastica di Nagasaki comprende 5 diocesi suffraganee e si estende sull'intera regione di Kyūshū:
- la diocesi di Fukuoka, eretta il 16 luglio 1927;
- la diocesi di Kagoshima, eretta come prefettura apostolica il 18 marzo 1927, elevata al rango di diocesi il 25 febbraio 1955;
- la diocesi di Naha, eretta il 18 dicembre 1972;
- la diocesi di Oita, eretta come missione sui iuris di Miyazaki il 27 marzo 1928, poi prefettura apostolica il 28 gennaio 1935, elevata al rango di diocesi il 22 dicembre 1961 con il nome attuale.

## Storia
Il vicariato apostolico del Giappone meridionale fu eretto il 20 giugno 1876 con il breve Pastoris aeterni di papa Pio IX, ricavandone il territorio dal vicariato apostolico del Giappone (oggi arcidiocesi di Tokyo).
Il 20 marzo 1888 cedette una porzione del suo territorio a vantaggio dell'erezione del vicariato apostolico del Giappone centrale (oggi arcidiocesi di Osaka-Takamatsu).
Il 15 giugno 1891 per effetto del breve Non maius Nobis di papa Leone XIII il vicariato apostolico fu elevato a diocesi e assunse il nome di diocesi di Nagasaki; la nuova diocesi fu resa suffraganea dell'arcidiocesi di Tokyo.
Il 18 marzo e il 16 luglio 1927 cedette porzioni del suo territorio a vantaggio dell'erezione rispettivamente della prefettura apostolica di Kagoshima (oggi diocesi) e della diocesi di Fukuoka.
Il 4 maggio 1959 la diocesi è stata elevata al rango di arcidiocesi metropolitana con la bolla Qui cotidie di papa Giovanni XXIII.

## Cronotassi dei vescovi
Si omettono i periodi di sede vacante non superiori ai 2 anni o non storicamente accertati.
- Bernard-Thadée Petitjean, M.E.P. † (20 giugno 1876 - 7 ottobre 1884 deceduto)
- Jules-Alphonse Cousin, M.E.P. † (26 giugno 1885 - 18 settembre 1911 deceduto)
- Jean-Claude Combaz, M.E.P. † (3 giugno 1912 - 18 agosto 1926 deceduto)
- Januarius Kyunosuke Hayasaka † (16 luglio 1927 - 5 febbraio 1937 dimesso[1])
- Paul Aijirô Yamaguchi † (15 settembre 1937 - 19 dicembre 1968 ritirato[2])
- Joseph Asajiro Satowaki † (19 dicembre 1968 - 8 febbraio 1990 ritirato)
- Francis Xavier Kaname Shimamoto, Ist. del Prado † (8 febbraio 1990 - 31 agosto 2002 deceduto)
- Joseph Mitsuaki Takami, P.S.S. (17 ottobre 2003 - 28 dicembre 2021 ritirato)
- Peter Michiaki Nakamura, dal 28 dicembre 2021

## Statistiche
L'arcidiocesi nel 2021 su una popolazione di 1.308.277 persone contava 59.161 battezzati, corrispondenti al 4,5% del totale.
| anno | popolazione | popolazione | popolazione | presbiteri | presbiteri | presbiteri | presbiteri                | diaconi | religiosi | religiosi | parrocchie |
| anno | battezzati  | totale      | %           | numero     | secolari   | regolari   | battezzati per presbitero | diaconi | uomini    | donne     | parrocchie |
| ---- | ----------- | ----------- | ----------- | ---------- | ---------- | ---------- | ------------------------- | ------- | --------- | --------- | ---------- |
| 1950 | 63.170      | 1.651.558   | 3,8         | 50         | 39         | 11         | 1.263                     |         | 27        | 95        | 36         |
| 1970 | 70.292      | 1.600.013   | 4,4         | 116        | 77         | 39         | 605                       |         | 68        | 352       | 63         |
| 1980 | 74.784      | 1.590.292   | 4,7         | 120        | 76         | 44         | 623                       |         | 74        | 774       | 65         |
| 1990 | 72.329      | 1.575.222   | 4,6         | 141        | 83         | 58         | 512                       | 1       | 82        | 864       | 69         |
| 1999 | 69.224      | 1.531.990   | 4,5         | 137        | 91         | 46         | 505                       | 1       | 97        | 889       | 72         |
| 2000 | 69.025      | 1.527.138   | 4,5         | 148        | 92         | 56         | 466                       | 1       | 108       | 879       | 72         |
| 2001 | 68.801      | 1.516.872   | 4,5         | 143        | 92         | 51         | 481                       |         | 97        | 869       | 72         |
| 2002 | 68.551      | 1.511.890   | 4,5         | 152        | 97         | 55         | 450                       | 1       | 85        | 863       | 72         |
| 2003 | 68.462      | 1.506.511   | 4,5         | 147        | 96         | 51         | 465                       | 1       | 81        | 847       | 72         |
| 2004 | 67.728      | 1.500.249   | 4,5         | 142        | 97         | 45         | 476                       | 1       | 72        | 849       | 72         |
| 2013 | 62.584      | 1.406.369   | 4,5         | 142        | 84         | 58         | 440                       |         | 85        | 773       | 71         |
| 2016 | 62.265      | 1.377.780   | 4,5         | 132        | 86         | 46         | 471                       |         | 60        | 704       | 72         |
| 2019 | 60.933      | 1.337.662   | 4,6         | 134        | 90         | 44         | 454                       |         | 61        | 655       | 72         |
| 2021 | 59.161      | 1.308.277   | 4,5         | 135        | 89         | 46         | 438                       |         | 60        | 618       | 72         |